# Santa Maria ad Ogni Bene dei Sette Dolori (Nápoly)
A Santa Maria ad Ogni Bene dei Sette Dolori templom Nápolyban. Miután a templomból rálátni a Spaccanapolira, belvedereként is szokták emlegetni.

## Története
A templom története 1411-re nyúlik vissza, amikor megépült a Santa Maria ad Ogni Bene kis kápolna a városfalakon kívül. 1516-ban bővítették ki a szervita rendi szerzetesek, majd 1583-ban Giovanni Vincenzo Casali tervei alapján átépítették és kibővítették. Az század végén a falusi katekéták vették át, akik 1630-ig birtokolták. 1640-ben ismét átalakították, ezúttal Giovanni Cola Cocco tervei alapján. A 18. században több építészeti beavatkozáson esett át (pld. megépült a bejáratához vezető lépcsősor) aminek során elnyerte mai arculatát. 1732-ben Giovanni Battista Pergolesit nevezték ki karnagyává. 1752-ben készült el majolika padlója. Az 1980-as hirpiniai földrengésben súlyos károkat szenvedett.
Az egyhajós és három oldalkápolnás templom belső díszítése szerény, egyedül az oldalkápolnákban találhatók freskók és festmények.